# بيتا صاخب
بيتا صاخب (الاسم العلمي: Pitta versicolor) (بالإنجليزية: Noisy Pitta)‏ هي نوع من الطيور تتبع جنس البيتا من فصيلة طيور البيتا.